# 월트 디즈니 애니메이션 스튜디오
월트 디즈니 애니메이션 스튜디오(Walt Disney Animation Studios)는 월트 디즈니 회사의 핵심 요소로, 세계에서 가장 오랫동안 존재해온 애니메이션 스튜디오이다. 월트 디즈니 회사의 기업 구조 조정동안 1937년 영화 《백설공주와 일곱 난쟁이》를 제작한 월트 디즈니 프로덕션의 일관 부서로 만들어졌으며, 월트 디즈니 피처 애니메이션(Walt Disney Feature Animation)이라는 이름으로 월트 디즈니 회사의 공식 자회사가 되었다. 2007년 분리하면서 현재의 이름으로 바꾸었다.

## 역사
월트 디즈니는 1937년 장편 영화 사업을 시작하면서 기존의 월트 디즈니 프로덕션 전체의 단편 영화 부서에 있던 애니메이터들을 뽑아 새로운 부서를 설립하였다. 이 부서의 첫 번째 작품은 영어권에서 최초 애니메이션 장편 영화이자 테크니컬러 작품인 《백설공주와 일곱 난쟁이》이었다. 《백설공주》는 1938년 2월 개봉하여 전례가 없는 높은 흥행을 기록하였고, 뒤이어 제작된 수많은 후속 장편 영화 작품, 디즈니 클래식의 시초가 되었다. 이 첫 작편 영화는 '멀티플랜 테크니컬러'로 개봉하였는데, 멀티플랜 카메라와 테크니컬러가 함께 쓰인 것은 당시의 애니메이션 작품에서는 생소한 것이었다. 이어지는 장편 영화가 성공을 거두자, 디즈니는 회사의 사업을 확장하여 실사 영화, 텔레비전, 테마 파크에까지 진출하였다. 《백설공주》, 《덤보》, 《신데렐라》와 같은 작품이 성공하면서 디즈니는 장편 애니메이션 직원들에게 실험적이고 양식화된 영화를 만들어내도록 지시하여 《환타지아》와 《잠자는 숲 속의 공주》 등을 개봉하였다. 하지만 이러한 작품들은 계속해서 성공하지 못하였으며 개봉 후 10년간 금전적 손해를 회복하지 못하였다. 1962년, 월트 디즈니는 단편 영화 부서를 폐지하고 텔레비전 프로그램과 장편 영화를 중점적으로 제작하게 된다. (스튜디오에서는 지속적으로 곰돌이 푸, 미키 마우스, 로저 래빗과 같은 캐릭터를 주인공으로 하는 다양한 단편 작품을 제작하였다)
1966년 월트 디즈니가 사망한 이후 애니메이션 부서는 방향성을 잃게 된다. 애니메이터들은 자신들의 기반을 회복하기 위해 노력하였다. 이렇게 제작된 영화들의 대부분은 흥행에 성공하였고 기술적으로도 손색이 없었지만, 줄거리에서는 많은 부족함이 있었다. 1973년이 되어 지휘 애니메이터인 에릭 라슨은 회사에 새로운 바람을 가져다줄 새로운 인재를 찾는 실험적인 채용 프로그램을 시작하였다. 이 프로그램을 통해 새로운 애니메이터 세대 전체가 훈련을 받으면서, 애니메이션에 새로운 발전과 함께 전 세계 대중 문화의 지대한 영향을 반영하게 되었다. 이렇게 갈고 닦은 재능으로 적절한 수준의 작품을 만들어내면서, 새로운 예술가들은 마침내 1989년 영화 《인어공주》으로 진정한 성공을 거두게 되었고, 이것이 익히 알려진 디즈니 르네상스의 시작이었다. 이 시절 동안 《미녀와 야수》, 《알라딘》, 《라이온 킹》을 비롯한 여러 작품들이 성공을 거두었다. 디즈니는 1999년 월트 디즈니 피처 애니메이션의 전체 직원을 올란도와 파리의 독립 스튜디오 직원을 포함하여 2,400명 이상으로 확장하였다.
그러나 이러한 확장이 부서가 제작하는 작품의 질과 수익에 악영향을 가져오기도 하였다. 다른 스튜디오와의 경쟁으로 애니메이터 봉급을 높은 수준으로 올리게 되었고, 이에 따라 전통 장편 애니메이션 제작에 손실이 크게 되었다. 이에 따라 2000년에는 600명 안팎의 직원을 해고하는 대규모 인원 감축이 있었다. 당시에 픽사와 드림웍스 애니메이션, 블루 스카이 스튜디오가 CGI 영화로 성공을 거둔 반면, 전통 애니메이션 영화를 제작하던 디즈니는 좋은 박스 오피스 수익을 거두지 못하였다. 디즈니는 이러한 흐름에 맞추어 월트 디즈니 피처 애니메이션을 CGI 스튜디오로 변경하고, 전통 애니메이션 관련 설비를 처분하였다. 파리 스튜디오는 2003년 문을 닫았고, 이어 올란도 스튜디오도 2004년에 폐지되어 디즈니 테마 파크의 어트랙션으로 바뀌었다.
2006년 디즈니가 픽사 애니메이션 스튜디오를 인수하면서 피처 애니메이션은 2007년에 월트 디즈니 애니메이션 스튜디오로 이름을 바꾸었다. 《로빈슨 가족》은 처음으로 변경한 스튜디오명을 사용한 CGI 장편 영화이다. 이 영화에서는 스튜디오의 새로운 프로덕션 로고도 표시하였는데, – 영화 시작 부분에 스튜디오 작품 중 하나와 표시된 로고 – 《증기선 윌리》의 미키 마우스 모습으로, 스튜디오의 기업 로고와는 차이가 있다.
인수에도 불구하고 픽사와 월트 디즈니 애니메이션 스튜디오는 분리된 스튜디오로 유지되고 있으며, 개봉하는 영화에도 스튜디오 로고를 따로 표시한다. 이전 픽사의 경영부였던 에드윈 캣멀과 존 라세터는 각자 스튜디오의 사장과 크리에이티브 디렉터로 로고와 함께 표시된다.
이 둘은 디즈니 CEO 로버트 아이거가 월트 디즈니 애니메이션 스튜디오의 재기를 위해 인사 이동을 시킨 것으로, 2000년대에 들어와서 스튜디오에서 제작한 애니메이션인 《쿠스코? 쿠스코!》와 《아틀란티스: 잃어버린 제국》 (2001)이 큰 수익을 얻지 못하고, 이어 《보물성》 (2002)과 《카우 삼총사》 (2004)가 흥행에 참패한 것이 요인이 되었다.
월트 디즈니 애니메이션은 《카우 삼총사》가 마지막 2D 전통 애니메이션 영화가 될 것이며, 《치킨 리틀》을 시작으로 앞으로의 월트 디즈니 애니메이션 스튜디오의 영화는 CGI가 될 것이라고 발표하였다. 그러나 스튜디오는 2009년와 2011년에 2D 전통 애니메이션인 《공주와 개구리》와 《곰돌이 푸》의 개봉을 준비하면서 이러한 계획을 철회하였다. 《카우 삼총사》와 《공주와 개구리》 그리고 《곰돌이 푸》 사이에 만들어진 만화들은 모두 3D CG 만화이다.
2013년은 겨울왕국, 2019년은 겨울왕국 2를 발표했다

## 경영
1985년부터 2003년 11월 사임할 때까지, 월트 디즈니 피처 애니메이션은 공식적으로 의장 로이 E. 디즈니가 우두머리였으며, 부서 내부에 많은 영향을 주었다. 그러나 대부분의 결정은 WDFA의 대표에 의해서 이루어졌으며, 이 대표는 공식적으로 디즈니를 비롯한 디즈니 스튜디오의 의장의 지시를 받으며, 회사의 의장이자 CEO인 마이클 아이즈너에게도 지시를 받는다. 1985년부터 1999년까지 WDFA의 대표는 피터 슈나이더였다.
2007년 에드 캣멀은 디즈니와 픽사 애니메이션 스튜디오의 공동 대표가 되었으며, 존 라세터는 스튜디오의 크리에이티브 디렉터가 되었다. 캣멀은 월트 디즈니 스튜디오 의장인 딕 쿡과 월트 디즈니 컴패니 대표이자 CEO인 밥 아이거의 지시를 받는다. 권한을 허락 받은 라세터는 디즈니의 대표이자 CEO 밥 아이거와 명예 의장 로이 E. 디즈니의 직속 부하 직원이다.
앤드루 밀스테인은 월트 디즈니 애니메이션 스튜디오의 총 관리자 역할을 맡아왔다. 이 새로운 자리에서 밀스테인은 매일매일 스튜디오의 시설과 작품을 관리하고 있다.

## 위치
월트 디즈니 애니메이션 스튜디오는 캘리포니아주 버뱅크에 본부를 두고 있으며, 본래는 지금 위치의 건너편에 있었으나 1995년 새롭게 전용 건물을 세우면서 자리를 옮겼다. 위성 스튜디오는 한 때 플로리다주 레이크 부에나 비스타의 디즈니 할리우드 스튜디오에 있었으며 (1989-2003), 프랑스 파리 (1995-2002)에도 세워졌었다. 이 스튜디오들은 기존 영화 제작 수익에 차질이 빚어져 버뱅크에서만 컴퓨터 애니메이션 영화를 새롭게 제작하면서 폐쇄하였다.

## 협력
월트 디즈니 피처 애니메이션은 일시적으로 월트 디즈니 이매지니어링에 참여하여 디즈니 애니메이터의 전문 지식이 필요한 전 세계 다양한 디즈니 테마 파크의 어트랙션을 제작한다. 이러한 과정을 거쳐서 제작된 어트랙션의 예는 다음과 같다.
- 매직 킹덤과 홍콩 디즈니랜드에 위치한 미키의 필하매직
- 매직 킹덤에 위치한 스티치의 그레이트 이스케이프
- 월트 디즈니 스튜디오 파크에 위치한 스티치 라이브!

1980년대 WDFA는 감독 로버트 저메키스와 함께 실사와 애니메이션 합성 영화인 《누가 로저 래빗을 모함했나》를 제작하였으며, 디즈니 관련 비디오 게임에서 스프라이트와 배경을 담당하기도 하였다.

## 업적
월트 디즈니 애니메이션 스튜디오는 애니메이션 산업에서 지금은 표준이 된 여러 가지 혁신들을 만들어냈다.
- 다면촬영 (《백설공주》, 처음 사용한 것은 아카데미상 수상작 단편 "The Old Mill")
- 특수 효과와 인간 캐릭터가 현실적인 애니메이션 (《백설공주》)
- 컬러 필름을 이용한 실사와 애니메이션 요소의 진보적인 합성 과정 (《3인의 기사》)
- 잉크 트레이스와 다르게 제로그래피를 애니메이션에 활용하여 스케치를 셀로 변환 (《101마리 강아지》 제작을 위해 개발되었으나 이전에 《잠자는 숲 속의 공주》에서 몇 장면을 사용하였으며, 아카데미상 후보작인 《골리앗 II》는 처음으로 이 기법을 전체 장면에 사용하였다.)
- 애니메이션 장편 영화의 채색, 합성, 기록 전체에서 디지털 과정을 거치는 CAPS (컴퓨터 애니메이션 프로덕션 시스템)

그밖의 주요 업적을 남긴 영화는 다음과 같다.
- 미국 사회 최초의 애니메이션 장편 영화 (《백설 공주와 일곱 난쟁이》)
- 최초의 테크니컬러 애니메이션 장편 영화 (《백설 공주와 일곱 난쟁이》)
- 당시 달러 기준으로 가장 높은 흥행 수익을 기록한 애니메이션 장편 영화 (《백설 공주와 일곱 난쟁이》)
- 최초로 스테레오 사운드로 제작한 주류 영화 (《환타지아》)
- 시네마스코프를 사용한 최초의 애니메이션 장편 영화 (《레이디와 트램프》)
- 최초의 라지 포맷 애니메이션 영화 (70 mm 《잠자는 숲 속의 공주》)
- 최초로 컴퓨터 제작 형상을 사용한 애니메이션 장편 영화 (《타란의 대모험》)
- 최초로 CGI 컴퓨터 애니메이션을 많이 사용한 애니메이션 장편 영화 (《올리버와 친구들》)
- 최초로 디지털 채색을 사용한 애니메이션 장편 영화 (디즈니의 CAPS 과정이 최초로 사용된 《인어공주》)
- 처음으로 미국 내 1억 달러의 흥행 수익을 올린 애니메이션 장편 영화 (《인어공주》)
- 최초로 전체에 디지털 과정을 사용한 장면이 있는 장편 영화 (《코디와 생쥐 구조대》, CAPS)
- 처음이자 유일하게 아카데미상 작품상 후보에 오른 애니메이션 장편 영화 (《미녀와 야수》)
- 처음으로 미국 내 2억 달러의 흥행 수익을 올린 애니메이션 장편 영화 (《알라딘》)
- 이전의 애니메이션 장편 영화 역사상 가장 높은 흥행 수익을 올린 영화 (《라이온 킹》)
- 100,000명의 관객이 모인 역사상 가장 큰 대규모의 시사회 (《포카혼타스》)

## 같이 보기
- 월트 디즈니
- 월트 디즈니 컴퍼니
- 픽사 애니메이션 스튜디오
- 드림웍스 애니메이션